# Bjørnemyr
Bjørnemyr est une localité du comté d'Akershus en Norvège. Elle est située au sud-ouest de Nesodden.
L'hôpital Sunnaas sykehus est l'un des plus grands hôpitaux de réadaptation de Norvège.